# Richard Attenborough
Richard Samuel Attenborough (ur. 29 sierpnia 1923 w Cambridge, zm. 24 sierpnia 2014 w Londynie) – angielski aktor, reżyser i producent filmowy, laureat Nagrody Akademii Filmowej (Oscara), ambasador dobrej woli UNICEF; brat Davida.

## Życiorys
Aktorską karierę w filmie rozpoczął w 1942. W czasie II wojny światowej służył w RAF, do kina wrócił tuż po jej zakończeniu. Ma na swoim koncie kilkadziesiąt ról filmowych, w tym wiele wybitnych. Grał m.in. w Wielkiej ucieczce (1963), Parku Jurajskim (1993), Cudzie w Nowym Jorku (1994) i Hamlecie (1996). Pod koniec lat 50. wspólnie z pisarzem Bryanem Forbesem założył zespół producencki Beaver Films.
Jego reżyserskim debiutem był musical Oh! Co za urocza wojenka. Mimo że wyreżyserował m.in. wojenne widowisko O jeden most za daleko i polityczny dramat Krzyk wolności, uważany jest za specjalistę od filmów biograficznych. W Młodym Winstonie ukazał wczesne lata przyszłego premiera Wielkiej Brytanii, Winstona Churchilla.
W 1982 nakręcił biografię indyjskiego przywódcy duchowego, Mahatmy Gandhiego. Monumentalny, ponad trzygodzinny dramat zdobył 8 Oscarów, Attenborough odebrał statuetkę dla najlepszego reżysera oraz – jako producent – najlepszego filmu. 10 lat później powstał Chaplin, z wybitną kreacją Roberta Downeya w roli tytułowej. W 1999 Brytyjczyk wyreżyserował film o kanadyjskim pisarzu Archibaldzie Belaneyu, znanym pod indiańskim imieniem Szara Sowa.
W 1983 został odznaczony Orderem Padma Bhushan.
Był dożywotnim honorowym prezydentem angielskiego klubu piłkarskiego Chelsea F.C.
W tsunami na Oceanie Indyjskim w 2004 zginęła jego córka Jane i 14-letnia wnuczka, Lucy Holland.

## Reżyseria
- 1969 Och! Co za urocza wojenka (Oh! What A Lovely War)
- 1972 Młody Winston (Young Winston)
- 1977 O jeden most za daleko (A Bridge Too Far), na podstawie powieści Corneliusa Ryana
- 1978 Magia (Magic)
- 1982 Gandhi (Gandhi)
- 1985 Chór
- 1987 Krzyk wolności (Cry Freedom)
- 1992 Chaplin (Chaplin)
- 1993 Cienista dolina (Shadowlands)
- 1996 Miłość i wojna (In Love and War)
- 1999 Szara Sowa (Grey Owl)
- 2007 Znak miłości (Closing the Ring)

## Nagrody i nominacje
| Rok  | Nagroda                               | Kategoria                                                                 | Za                                           | Wynik     |
| ---- | ------------------------------------- | ------------------------------------------------------------------------- | -------------------------------------------- | --------- |
| 1983 | Nagroda Akademii Filmowej             | Najlepszy film                                                            | Gandhi                                       | Wygrana   |
| 1983 | Nagroda Akademii Filmowej             | Najlepsza reżyseria                                                       | Gandhi                                       | Wygrana   |
| 1988 | Złoty Glob                            | Najlepszy reżyser                                                         | Krzyk wolności                               | Nominacja |
| 1986 | Złoty Glob                            | Najlepszy reżyser                                                         | Chór                                         | Nominacja |
| 1983 | Złoty Glob                            | Najlepszy reżyser                                                         | Gandhi                                       | Wygrana   |
| 1983 | Złoty Glob                            | Najlepszy film nieanglojęzyczny                                           | Gandhi                                       | Wygrana   |
| 1973 | Złoty Glob                            | Najlepszy zagraniczny film anglojęzyczny                                  | Młody Winston                                | Wygrana   |
| 1970 | Złoty Glob                            | Najlepszy zagraniczny film anglojęzyczny                                  | Och! Co za urocza wojenka                    | Wygrana   |
| 1968 | Złoty Glob                            | Najlepszy aktor drugoplanowy                                              | Doktor Dolittle                              | Wygrana   |
| 1967 | Złoty Glob                            | Najlepszy aktor drugoplanowy                                              | Ziarnka piasku                               | Wygrana   |
| 1995 | Nagroda Brytyjskiej Akademii Filmowej | Nagroda specjalna                                                         |                                              | Wygrana   |
| 1994 | Nagroda Brytyjskiej Akademii Filmowej | Nagroda im. Alexandra Kordy dla najwybitniejszego brytyjskiego filmu roku | Cienista dolina                              | Wygrana   |
| 1994 | Nagroda Brytyjskiej Akademii Filmowej | Najlepszy film                                                            | Cienista dolina                              | Nominacja |
| 1994 | Nagroda Brytyjskiej Akademii Filmowej | Nagroda im. Davida Leana za najlepszą reżyserię                           | Cienista dolina                              | Nominacja |
| 1994 | Nagroda Brytyjskiej Akademii Filmowej | Nagroda specjalna                                                         |                                              | Wygrana   |
| 1988 | Nagroda Brytyjskiej Akademii Filmowej | Najlepszy film                                                            | Krzyk wolności                               | Nominacja |
| 1988 | Nagroda Brytyjskiej Akademii Filmowej | Największe osiągnięcie w reżyserii                                        | Krzyk wolności                               | Nominacja |
| 1983 | Nagroda Brytyjskiej Akademii Filmowej | Najlepszy film                                                            | Gandhi                                       | Wygrana   |
| 1983 | Nagroda Brytyjskiej Akademii Filmowej | Najlepsza reżyseria                                                       | Gandhi                                       | Wygrana   |
| 1983 | Nagroda Brytyjskiej Akademii Filmowej | BAFTA Fellowship                                                          |                                              | Wygrana   |
| 1978 | Nagroda Brytyjskiej Akademii Filmowej | Najlepsza reżyseria                                                       | O jeden most za daleko                       | Nominacja |
| 1970 | Nagroda Brytyjskiej Akademii Filmowej | Najlepsza reżyseria                                                       | Och! Co za urocza wojenka                    | Nominacja |
| 1965 | Nagroda Brytyjskiej Akademii Filmowej | Najlepszy brytyjski aktor                                                 | Guns at Batasi, Seans w deszczowe popołudnie | Wygrana   |
| 1963 | Nagroda Brytyjskiej Akademii Filmowej | Najlepszy brytyjski aktor                                                 | Obrońca z urzędu                             | Nominacja |
| 1961 | Nagroda Brytyjskiej Akademii Filmowej | Najlepszy brytyjski aktor                                                 | Zmowa milczenia                              | Nominacja |